# Jaci

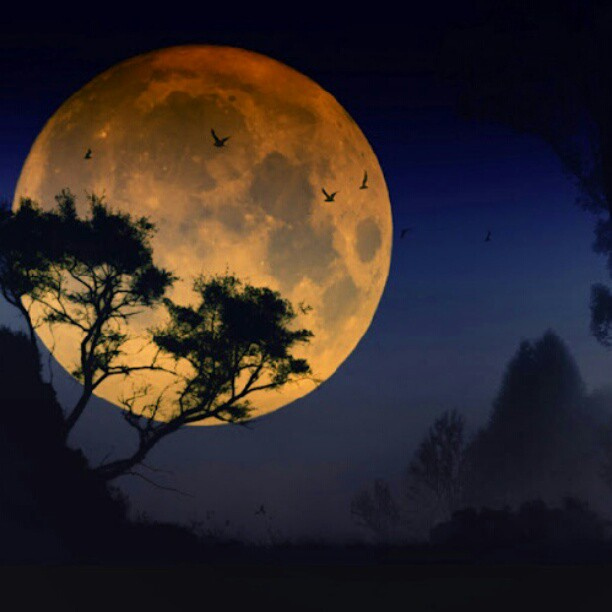
Jaci, a lua, um dos principais deuses da natureza para os indígenas.

Jaci (do tupi Ya-cy ou Ia-cy, mãe dos vegetais), na mitologia tupi é a deusa Lua, protetora das plantas, dos amantes e da reprodução. Segundo a tradição, Guaraci, o deus do Sol um dia cansou-se de seu ofício eterno e precisou dormir. Quando fechou os olhos o mundo caiu em trevas. Para iluminar a escuridão enquanto dormia, Nhanderu criou Jaci, a lua, mas Guaraci e Jaci foram raptados por onças, porém escaparam, ainda se acredita que quando acontece o eclípse é porque as onças raptaram ele novamente e os juntaram. Guaraci um dia pediu que Nhanderu criasse Rudá, o amor e seu mensageiro para conquistar um de seus amores. O amor não conhecia luz ou escuridão, podendo unil-os na alvorada.
Mitologicamente, Jaci é identificada com Diana dos romanos, Xochiquetzal dos aztecas, Chandra dos hindus e Ísis dos antigos egípcios.